# Jorge Mikhailovich, Conde Brassov
'Jorge Mikhailovich, Conde Brasov (em russo: Георгий Михайлович, граф Брасов), (24 de Julho de 1910 – 22 de Julho de 1931) foi um nobre russo e descendente da Casa Romanov.

## Biografia

### Primeiros Anos
Os seus pais eram o Grão-duque Miguel Alexandrovich da Rússia e a sua amante, Natália Sergeyevna Sheremetyevskaya. O seu pai era filho do czar Alexandre III da Rússia e da sua esposa, a czarina Maria Feodorovna, uma irmã da Rainha Alexandra do Reino Unido.
Jorge nasceu em Udinka, perto de Moscovo. A sua mãe tinha acabado de se divorciar do seu segundo marido, o Capitão Rittmeister, um oficial que servia no regimento do pai de Jorge. Recebeu o seu nome em honra do seu tio, o Grão-duque Jorge Alexandrovich da Rússia, que tinha morrido de Tuberculose em 1899.
Quando nasceu, o seu pai estava em segundo lugar da linha de sucessão para se tornar Imperador da Rússia, apenas atrás do primo de Jorge, Alexis.
Alexis sofria de Hemofilia e receava-se que não vivesse o tempo suficiente para herdar o trono. De acordo com a lei da sua Casa Real, o pai de Jorge não se podia casar sem a permissão do monarca reinante.
Esta permissão não foi concedida, visto que a sua mãe era duas vezes divorciada e não pertencia à realeza. Em 1912, Alexis sofreu uma grave hemorragia quando estava de férias com a família em Spala, na Polónia. Temendo que o seu sobrinho não resistisse e, assim, se visse forçado a um casamento nobre, o seu pai Miguel casou-se com a sua mãe na Igreja Ortodoxa Sérvia no dia 30 de Outubro de 1912. O significado deste tipo de cerimónia era de que o casamento não podia ser invalidado nem pelos tribunais russos nem pela Igreja Ortodoxa Russa. O acto foi visto como covarde e traiçoeiro para com os deveres do Grão-duque para com a Família Imperial, especialmente tendo em conta o grave estado de saúde do czarevich. Miguel e a família foram condenados ao exílio e viajaram durante muito tempo pela Europa até assentarem na Inglaterra.

### Regresso Imperial
No Outono de 1914, o seu pai pediu autorização para regressar à Rússia com o objectivo de se juntar ao exército para combater na Primeira Guerra Mundial. Este pedido foi aceite e o Grão-duque regressou ao seu país de origem juntamente com a família. O seu pai tornou-se General e, mais tarde, recebeu a Ordem de São Jorge por bravura. O seu tio, o czar Nicolau II da Rússia, elevou a sua mãe a Condessa Brasova, o estado de Miguel. Jorge herdou o título da sua mãe e tornou-se no Conde Brasov. Apesar de ser legitimado, ele e os seus futuros descendentes seriam excluídos da linha de sucessão. Mais tarde o Grão-duque Cyril Vladimirovich, o pretendente ao trono, concedeu-lhe o título de Príncipe.
Revolução.
Em 1917, durante a Revolução de Fevereiro, Nicolau II abdicou do trono por si e pelo seu filho Alexis, nomeando Miguel como seu sucessor. Contudo, todas as tropas de Petrogrado já se tinham juntado aos manifestantes, forçando Miguel a adiar a posse oficial do trono até serem realizadas eleições. O poder foi assim entregue ao Governo Provisório. Jorge e a sua família foram colocados em prisão domiciliária no Palácio de Gatchina e, mais tarde, o seu pai seria exilado para a remota cidade de Perm, nos Montes Urais. Antes de ser exilado, o seu pai conseguiu retirá-lo a ele e à sua meia-irmã Natália (filha do primeiro casamento da sua mãe) da Rússia enviando-os para Copenhaga onde ficaram a cuidado de parentes da sua avó Maria Feodorovna, antiga princesa da Dinamarca.
Nas primeiras horas do dia 12 de Junho de 1918, o seu pai foi morto a tiro nos arredores de Perm por agentes da Cheka e o seu cadáver foi queimado. As circunstâncias da sua morte seriam apenas descobertas após a própria morte de Jorge.

### Vida no Exílio e Morte
Jorge e a sua mãe passaram os primeiros anos de exílio em Londres onde ele ingressou na Harrow, um proeminente internato público. Em 1927, devido a problemas financeiros, a sua mãe mudou-se para Paris e ele permaneceu na Inglaterra para completar os seus estudos. Depois entrou noutro internato, a École dês Roches, em Verneuil, na Normandia. Apesar de a ideia de ele reclamar o trono o tenha circulado durante toda a sua vida, Jorge tratava esse pensamento com humor quando se lhe era dirigido. Quando amadureceu, muitos realçaram a semelhança entre ele e o seu pai.
No Verão de 1931, depois de ter terminado os seus exames finais em Sorbonne, Jorge decidiu celebrar a ocasião com umas férias no sul de França com o seu amigo holandês, Edgar Moneanaar. Os dois planearam ir de carro de Paris até Cannes, mas o carro derrapou na estrada e embateu contra uma árvore. Edgar, de 19 anos, que estava a guiar, morreu de imediato. Jorge foi ainda levado para um hospital próximo com as ancas partidas e várias hemorragias internas, no entanto acabou por morrer sem chegar a recuperar a consciência.
Foi enterrado no Cemitério Passy, em Paris. Em 1952, quando a sua mãe morreu de cancro, foi enterrada a seu lado. A campa de ambos é marcada por uma cruz eslava de pedra por cima de mármore negro e verde com a simples inscrição “Fils et Epouse de S.A.I Grand Duc Michael de Russie”.